# Гусаков Дмитро Сергійович
Гусаков Дмитро Сергійович (нар. 19 березня 1986, Харків Харківської області) — український театральний режисер, педагог, громадський діяч. Головний режисер Хмельницького обласного академічного музично — драматичного театру ім. М. Старицького. Режисер Народного аматорського театру «Дзеркало» Хмельницького міського будинку культури. Керівник Громадської організації «Центр розвитку театру „Час Т“».

## Освіта
- Харківський національний університет мистецтв імені Івана Котляревського
- Актор театру ляльок. Майстерня Заслуженого діяча мистецтв України, професора Інюточкіна Олександра Олександровича. (2003 – 2007).
- Харківська державна академія культури.
- Режисер драматичного театру. Майстерня Заслуженого діяча мистецтв України Бориса Ігора Олександровича. (2011 – 2012).
- Магістр факультету театрального мистецтва. Майстерня Заслуженого діяча мистецтв України Гордєєва Сергія Івановича. (2013 – 2014).

- Київський національний університет театру, кіно і телебачення імені Івана Карпенка-Карого.
- Режисер драматичного театру. Майстерня Заслуженого діяча мистецтв України Володимира Судьїна. (2007—2011).

## Режисерські роботи в театрі
Харківський національний університет мистецтв імені Івана Котляревського
- 2011 – «Дуель» за п’єсою М. Байджиєва (дипломна вистава акторського курсу. Художній керівник курсу А. Лобанов)
- 2012 – «Інша людина» за п’єсою П. Гладиліна (дипломна вистава режисерського курсу. Художній керівник курсу І. Борис)

Київський академічний театр «Золоті ворота»
- 2016 – «Чудернацькі забавки на даху» за оповіданням В. Каверіна «Легкі кроки»

Одеський театр юного глядача імені Юрія Олеші
- 2017 – «Серце в долонях» за оповіданням В. Каверіна «Легкі кроки»

Чернівецький музично-драматичний театр імені Ольги Кобилянської
- 2018 – «Дванадцята ніч» за п’єсою В. Шекспіра
- 2019 – «Скапен-Штукар» за п’єсою Ж.Б. Мольєра

Хмельницький обласний український музично-драматичний театр ім. Михайла Старицького
- 2012 – «Не такий, як усі» за п’єсою О. Слаповського
- 2013 – «Квартет для двох» за п’єсою А. Крима
- 2013 – «Стрибок у постіль» за п’єсою М. Мітуа
- 2014 – «Чотири чарівні перлини» за п’єсою Б. Мельничука
- 2015 – «Метод Гронхольма, або термінова потрібен» за п’єсою Ж. Гальсерана
- 2018 – «Снігова Королева» за п’єсою Є. Шварца
- 2019 – «Приборкання норовливої» за п’єсою В. Шекспіра
- 2019 – «Тев’є Тевель» за п’єсою Г. Горина «Поминальна молитва»
- 2019 – «Лускунчик» за оповіданням Е. Гофмана

Народний аматорський театр «Дзеркало» Хмельницького міського будинку культури
- 2014 – «Ніч проти Івана Купала» за оповіданням М. Гоголя
- 2014 – «Ведмідь» за п’єсою А. Чехова
- 2014 – «Добра новина» різдвяний вертеп за народними текстами
- 2015 – «Пропозиція» за п’єсою А. Чехова
- 2015 – «Шляхами міста» поетична вистава за віршами хмельницький поетів
- 2016 – «Історії з коробки» музично – пластична вистава за етюдами учасників театру
- 2019 – «Вражена Тетяна» за п’єсою Лаши Бугадзе

Народний театр центру культури міста Рокішкіс (Литва)
- 2017 – «Буво, буво, кейп не буво» за мотивами українських казок

Київський приватний театр «Теремок»
- 2011 – одноактна вистава за творами О. Вампілова «Успіх» та «Побачення»

Спільний проект з Гете інститутом присвячений відкриттю в Україні дитячого цифрового університету «Kinderuni»
- 2017 – «Як врятувати світ за 30 хвилин» з п’єсою Ю. Гончар

## Премії
- Лауреат міської премії імені Б. Хмельницького у сценічному напрямку театральної майстерності. (2017)